# Vingt-huit bouddhas
 (juillet 2019).
Si vous disposez d'ouvrages ou d'articles de référence ou si vous connaissez des sites web de qualité traitant du thème abordé ici, merci de compléter l'article en donnant les références utiles à sa vérifiabilité et en les liant à la section « Notes et références ».
Les vingt-huit bouddhas sont honorés lors des fêtes bouddhistes dans les pays où le theravada est prédominant, comme le Myanmar, le Laos ou la Thaïlande. Il s'agit de vingt-sept bouddhas du passé et du Bouddha Gautama qui vient à leur suite.
Vingt-quatre bouddhas du passé sont recensés dans la Chronique des Bouddhas (Buddhavamsa) que la tradition attribue à Gautama lui-même ; la liste fut enrichie ultérieurement de trois. Les vingt-sept tathagatas du passé sont associés au parcours spirituel du Bouddha historique.

## Les trois étapes de Gautama
Un futur bouddha parfait susceptible de servir de guide à l'ensemble des êtres sensibles doit traverser trois étapes très longues, mesurées en mahakalpas (super-éons), avant de se réaliser pleinement. Pendant la première étape, manopandila kala ou « étape mentale », le bodhisattva aspire mentalement de nombreuses fois à devenir bouddha à la vue d'un tathagata confirmé. Durant la deuxième, vacipanidhana kala ou « étape verbale », il exprime verbalement à plusieurs reprises son vœu de devenir bouddha. Celui-ci est agréé par les divers bouddhas qui l'entendent, mais aucun ne lui adresse une prophétie définie indiquant le lieu, l'époque ou les caractéristiques de sa naissance lorsqu'il deviendra bouddha à son tour. C'est seulement lors de la troisième étape, appelée kaya-panidhana kala, qu'il reçoit une prophétie précise. Gautama entendit la sienne de Dipankara. Pendant cette dernière étape dite d'« activité », la pratique des vertus paramitas par le bodhisattva semble particulièrement mise à l'épreuve.

### Manopandila kala
Cette étape débuta pour le futur Bouddha Gautama il y a 300 000 mahakalpas et 7 asankheyya (périodes incalculables) avant sa naissance (7 asankheyas seulement selon certaines versions). Il aspira à cet état pour la première fois à l'époque du bouddha Brahma-Deva, en l'apercevant de son balcon alors qu'il était le roi Atideva. Durant le cours de ce cycle, il rencontra au fil de ses existences successives 125 000 autres bouddhas dont les noms ne sont pas connus (125 seulement selon certaines versions), et refit à l'occasion de chaque rencontre le vœu mental de devenir comme eux. La fin de l'étape coïncide avec une période où le déclin de la doctrine (dharma) est total et où il n'y a plus de bouddha. Heureusement pour le futur Gautama, il s'est à ce stade déjà tourné depuis longtemps vers la vie ascétique, a atteint le quatrième niveau de jhana (concentration), et peut ainsi terminer l'étape dans le monde des brahmas, le plus haut des mondes divins, d'autant plus confortable qu'il est entièrement dépourvu d'êtres de genre féminin.

### Vacipanidhana kala
Cette étape aurait débuté 200 000 mahakalpas et 9 ashankeyyas (ou 9 ashankeyyas seulement) avant la naissance de Gautama. Celui-ci était alors un prince du nom de Sagara, qui exprima son vœu de devenir Tathagata au bouddha Purana Gotama du clan Shakya et devint son disciple. Il rencontra par la suite 387 000 bouddhas (ou 387) et devant chacun d'eux réitéra son vœu.
Certaines traditions nomment trois bouddhas ayant existé durant le dernier mahakalpa de la période, qui viennent s'ajouter à la liste originelle des vingt-quatre bouddhas du Buddhavamsa, d'où est d'ailleurs absent Purana Gotama. Il s'agit de Tanhankara, Medhankara et Saranankara. À la fin de l'étape, Gautama trouve de nouveau refuge dans le monde des brahmas.

### Kayapanidhana kala
Toutes les sources s'accordent pour faire débuter cette étape 100 000 mahakalpas et 4 asankheyyas avant la naissance du Bouddha. Durant une existence où il est l'ascète brahmane Sumedha, il reçoit du bouddha Dipankara sa prophétie définitive.
On considère que cette dernière étape sur le chemin de bouddha parfait peut comprendre 4, 8 ou 16 asankeyyas, selon la pratique principale choisie par le bodhisattva. La plus rapide est celle de la sagesse (paninia ou panna), choisie par le futur Gautama. La foi (saddha) requiert 8 asankeyyas et l'effort, choix selon certains du bouddha à venir Maitreya, en demande 16. La légende bouddhiste « féministe » crédite la femme du Bouddha, qui aurait fait vœu d'être son épouse et assistante devant Dipankara en même temps qu'il faisait vœu d'être Bouddha, de lui avoir permis par son soutien d'achever le cycle en quatre asankeyyas seulement.
Pendant cette étape, entre l'ère du bouddha Sobhita et celle d'Anomadassi, intervient une de ces périodes durant laquelle la bonne doctrine du dharma a entièrement disparu. Cette obscurité spirituelle fait perdre la boussole même au futur Bouddha : il tue son frère du moment pour hériter à sa place. Cela lui vaut une série de renaissances peu reluisantes : chef des démons asuras sous le bouddha Anomadassi, puis animaux variés (lion sous Paduma, tortue ou singe..). Bravement, il remonte le courant jusqu'au Bouddha historique, qui garde toutefois un zeste de mauvais karma, responsable de sa blessure au pied lors de sa tentative d'assassinat par Devadatta.
La tradition bouddhique explique que Gautama subit tous ces revers par compassion car il a volontairement renoncé à devenir arahant pour rester dans le monde des renaissances (samsara) en tant que bodhisattva, et pouvoir un jour être un guide pour tous les êtres. Ainsi, durant de nombreuses existences, bien qu'ayant prononcé ses vœux de bouddha et pratiquant les vertus, il n'est pas un des êtres nobles, mais un humain ordinaire (puthujjana), pas encore totalement débarrassé de ses impuretés (kelesas).

## Les vingt-huit bouddhas
| Rang | Nom du bouddha | Identité de Gautama lorsqu'il le rencontre | Rang | Nom du bouddha | Identité de Gautama lorsqu'il le rencontre |
| ---- | -------------- | ------------------------------------------ | ---- | -------------- | ------------------------------------------ |
| 1    | Tanhankara     | monarque universel Sudassana               | 15   | Sujata         | monarque universel                         |
| 2    | Medhankara     | ascète Somanassa                           | 16   | Piyadassi      | brahmane Kassapa                           |
| 3    | Saranankara    | ascète Yasavanta                           | 17   | Atthadassi     | ascète Susima                              |
| 4    | Dipankara      | ascète Sumedha                             | 18   | Dhammadassi    | dieu Sakka                                 |
| 5    | Kondanna       | monarque universel Vijitavi                | 19   | Siddhatta      | ascète Mangala                             |
| 6    | Mangala        | brahmane Suruci                            | 20   | Tissa          | roi puis ascète Sujata                     |
| 7    | Sumana         | roi naga Atula                             | 21   | Phussa         | roi puis moine Vijitavi                    |
| 8    | Revata         | brahmane Atideva                           | 22   | Vipassi        | roi naga Atula                             |
| 9    | Sobhita        | brahmane Ajita                             | 23   | Sikhi          | roi Arindama                               |
| 10   | Anomadassi     | chef des démons                            | 24   | Vessabhu       | roi puis moine Sudassana                   |
| 11   | Paduma         | lion Sumedha                               | 25   | Kakusandha     | roi Sema                                   |
| 12   | Narada         | ascète Sujata                              | 26   | Konagamana     | roi puis moine Pabbata                     |
| 13   | Padumuttara    | laïc Jatira                                | 27   | Kassapa        | brahmane Jotipala                          |
| 14   | Sumedha        | laïc Uttara                                | 28   | Gautama        |                                            |